# Биринск
Биринск — деревня в Шигонском районе Самарской области в составе сельского поселения Бичевная. 

## География
Находится на расстоянии примерно 21 километр по прямой на север от районного центра села Шигоны.

## Население
Постоянное население составляло 120 человека (русские 82%) в 2002 году, 121 в 2010 году.